# Diesel S.p.A.
Diesel S. p.A. — італійська дизайнерська компанія, а також торгова марка модного одягу і аксесуарів денім-напряму. Компанія належить своєму засновнику Ренцо Россо, і знаходиться в містечку Мольвене на півночі Італії. Diesel входить в холдинг Only the Brave з оборотом близько 1,5 млрд євро, в який також включаються виробнича компанія Staff International, бренди Maison Martin Margiela, Viktor & Rolf і ін

## Історія

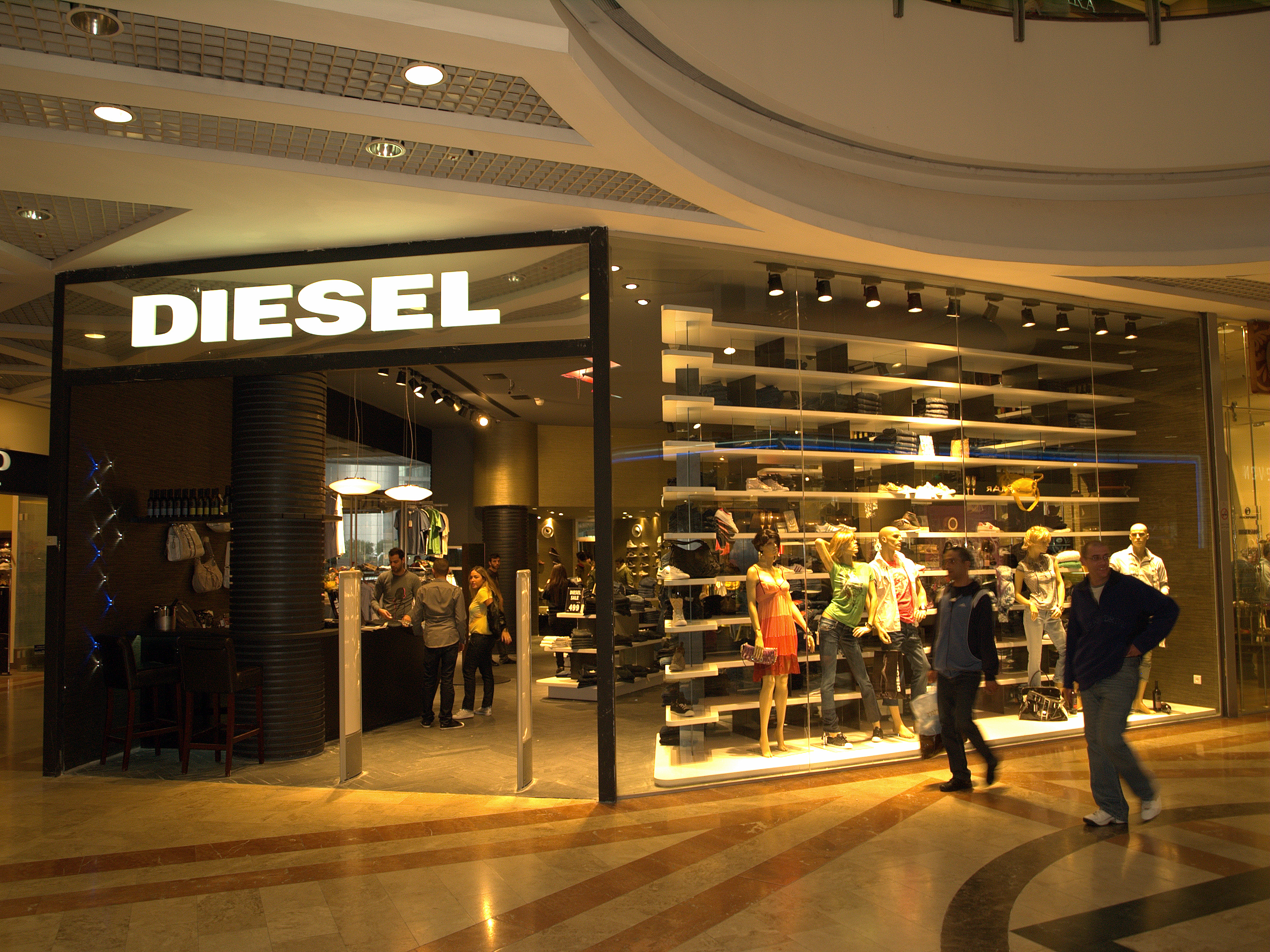
Магазин Diesel в Тель-Авіві, Ізраїль.

У 1978 році Ренцо Россо і його колишній начальник Адріано Гольдшмід (Adriano Goldschmied) з AG Jeans вирішили заснувати нову компанію, якою і став Diesel. В історії компанії головними датами є 1985 рік, коли Ренцо став повним власником компанії, 1988 рік, коли він найняв випускника коледжу мод Вілберта Даса (Wilbert Das) на посаду провідного дизайнера і креативного директора, 1991 рік, коли компанія запровадила міжнародну маркетинг-стратегію, і 1996 — рік відкриття першого великого фірмового магазину Diesel в Нью-Йорку на Лексінгтон-авеню). У лютому 2007 року компанія почала випуск лінійки інтимного і пляжного одягу для чоловіків і жінок.

## Діяльність
Під маркою Diesel випускається одяг, взуття, лінія предметів інтер'єру, прикрас, аксесуарів. Були випущені навіть автомобіль Fiat 500 і мотоцикл Ducati від Diesel. Сама компанія не займається виробництвом, розміщуючи замовлення на стороні, причому станом на 2012 рік 40 % продукції, що випускається під маркою Diesel, вироблялося на італійських фабриках, а 60 % - в інших країнах.
Найбільший фірмовий магазин Diesel знаходиться в Мілані.
Зараз в компанії працюють близько 2200 працівників у 18 філіях в Європі, Азії та Америці. Її продукція доступна в 5000 роздрібних магазинах, з яких близько 300 є фірмовими магазинами Diesel. Середньорічні продажу досягали приблизно 1,2 млрд євро в 2005 році і 1,3 млрд в 2009 році. Дохід компанії в основному забезпечений продажами дорослої продукції, але також істотний внесок вносить лінійка дитячого одягу — Diesel Kid.

## Ілюстрації

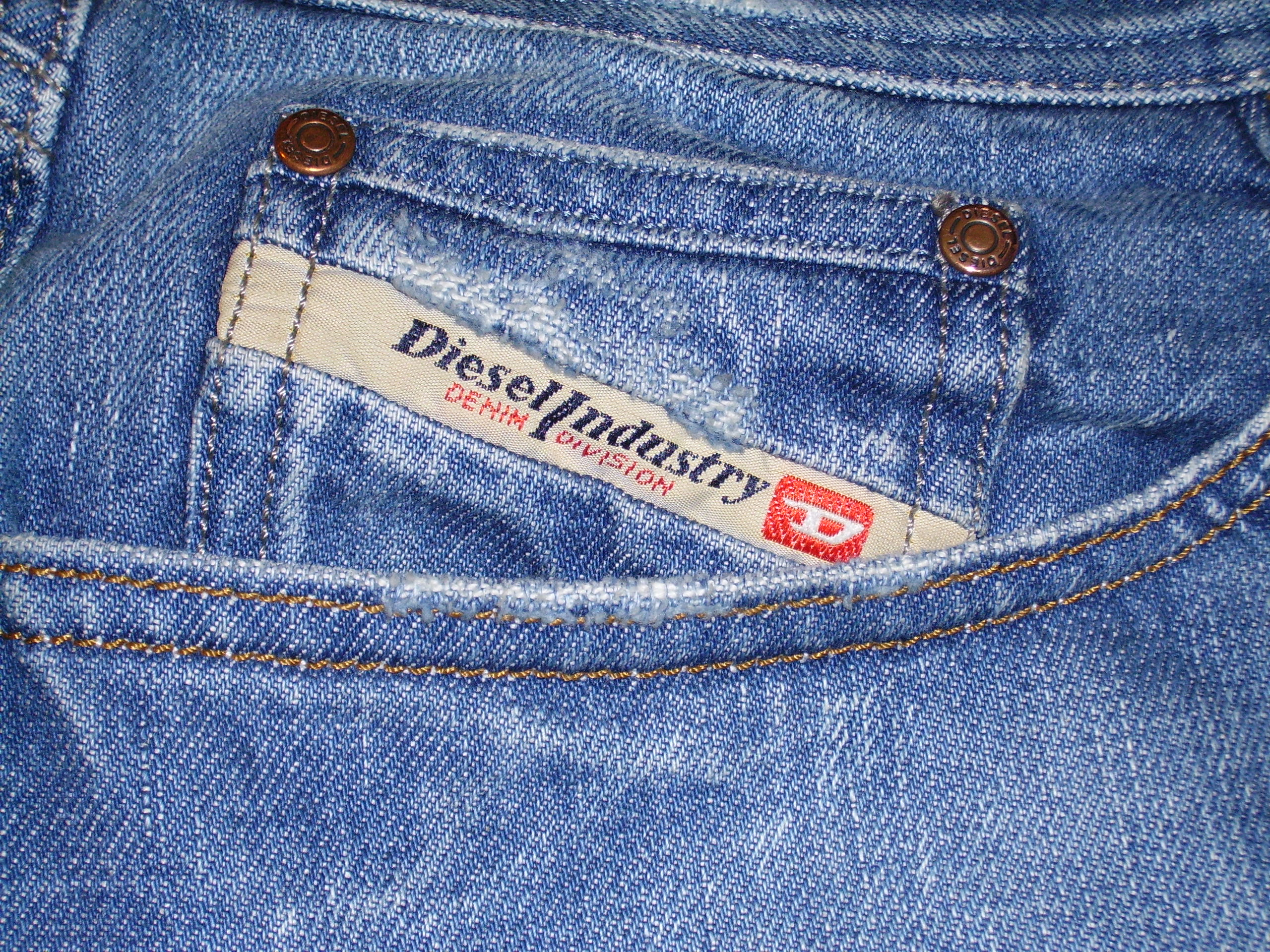
Джинси Diesel
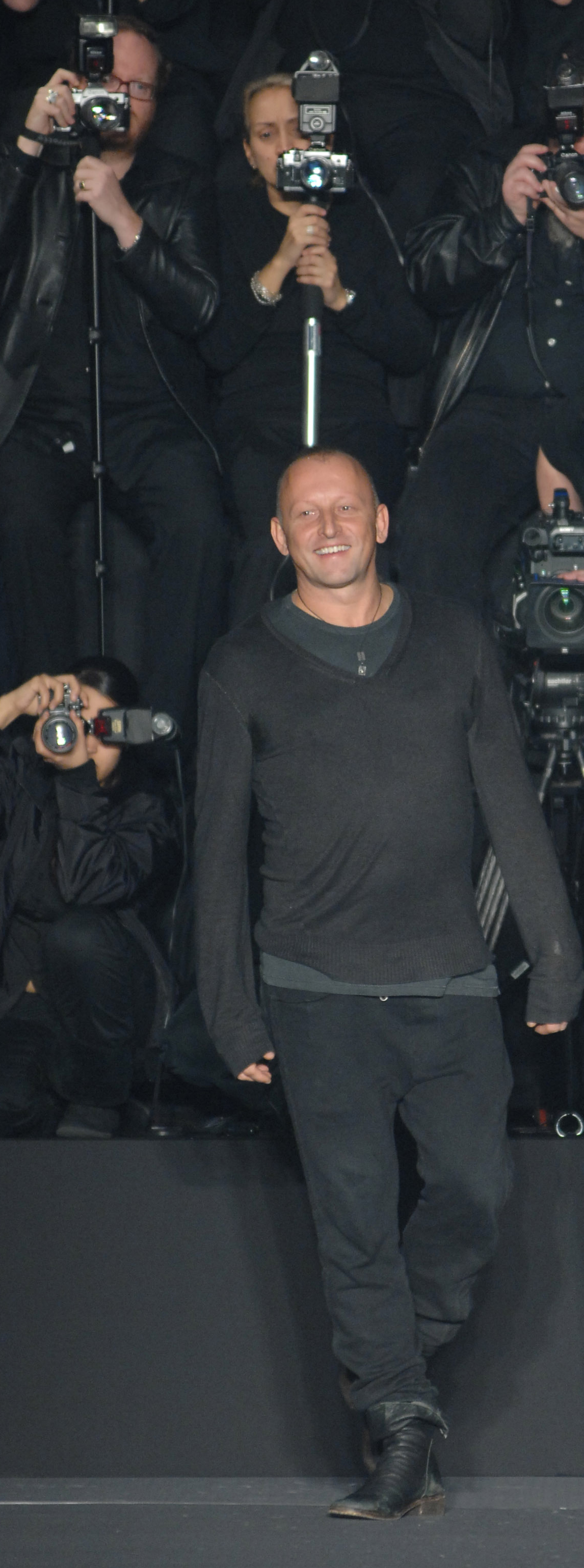